# Nāḩiyat Kafr Nubl
Nāḩiyat Kafr Nubl (arabiska: ناحية كفر نبل) är ett subdistrikt i Syrien.   Det ligger i provinsen Idlib, i den västra delen av landet, 230 km norr om huvudstaden Damaskus.
Omgivningarna runt Nāḩiyat Kafr Nubl är i huvudsak ett öppet busklandskap. Runt Nāḩiyat Kafr Nubl är det ganska tätbefolkat, med 179 invånare per kvadratkilometer.